# Лири
 Тази статия е за реката.  За рода птици вижте лири (род).  
Лири (лат.: Liris, Clanis; гръцки: Λεῖρις) е река в Централна Италия.
Извира от планината Монти Симбруини (Monti Simbruini). Създава чрез сливането си с река Гари при Гиунтуре (една част от град Сант Аполинаре) реката Гариляно и се влива в Тиренско море. Дълга e 120 km с басейн 4140 km²
През древността на устието на река Лири е живял древният народ Сидицини.
Реката е в района на Битката при Монте Касино (17 януари-18 май 1944 г.).